# 普鲁伊
普鲁伊（法語：Prouilly，法語發音：[pʁuji]）是法国马恩省的一个市镇，位于该省西北部，属于兰斯区。

## 地理
普鲁伊（49°17'58"N, 3°51'3"E）面积10.19 平方千米，位于法国大東部大區马恩省，该省份为法国东北部内陆省份，北起阿登省，西北接埃纳省，西南接塞纳-马恩省，南至奥布省，东南接上马恩省，东临默兹省。
与普鲁伊接壤的市镇（或旧市镇、城区）包括：佩维、库尔塞勒-萨皮库尔、韦勒河畔容什里、韦勒河畔蒙蒂尼、米宗、特里尼。

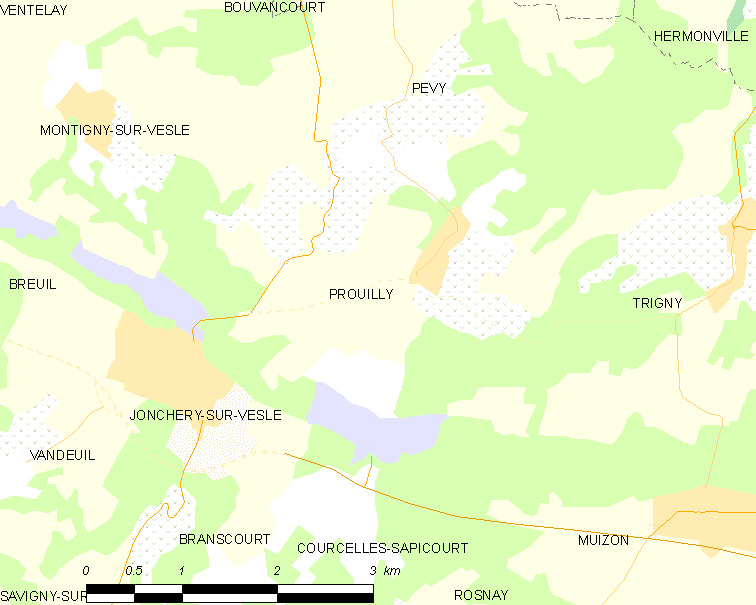
普鲁伊的OSM定位图

普鲁伊的时区为UTC+01:00、UTC+02:00（夏令时）。

## 行政
普鲁伊的邮政编码为51140，INSEE市镇编码为51448。

## 政治
普鲁伊所属的省级选区为菲姆-兰斯山县。

## 人口

1962-2008年间普鲁伊人口变化图示

普鲁伊于2022年1月1日时的人口数量为549人。